# Malcolm Champion
Malcolm Eadie Champion (Illa Norfolk, 10 de novembre de 1882 – Auckland, 26 de juliol de 1939) va ser un nedador d'estil lliure neozelandès de començaments del segle xx. Com a membre de l'equip d'Australasia, un combinat d'atletes australians i neozelandesos, va guanyar una medalla d'or en el relleu 4 x 200 estil lliure metres en els Jocs Olímpics de 1912 a Estocolm.
Champion va néixer el 1882 a l'Illa Norfolk, ara territori australià, però aleshores colònia britànica. De jove es traslladà a Nova Zelanda. La seva mare, Sarah Clara Quintal, descendia de Matthew Quintal, un dels amotinats del Bounty. El seu pare, el capità
William Nhill Champion, va comerciar per tot el Pacífic.
Entre 1901 i 1914 va guanyar trenta-dos títols nacionals de Nova Zelanda, arribant a posseir simultàniament tots els títols entre les 220 iardes i la milla. A finals de 1902 va ser suspès per la federació nacional de natació per no pagar les quotes d'inscripció i no fou fins a l'estiu austral de 1907-1908 que se'l va tornar a deixar competir. El 1911 es proclamà campió de llarga distància d'Anglaterra al Tàmesi. Aquell mateix any representà Austràlia al Festival de l'Imperi, un precedent dels Jocs de la Commonwealth.
El 1912 va prendre part en els Jocs Olímpics d'Estocolm, on disputà tres proves del programa de natació. En els relleus 4x200 metres lliures guanyà la medalla d'or, compartint equip amb Cecil Healy, Leslie Boardman i Harold Hardwick, mentre en els 400 metres lliures quedà eliminat en sèries i en els 1.500 hagué d'abandonar.
Champion fou l'únic medallista d'or olímpic en natació per Nova Zelanda fins als Jocs d'Atlanta de 1996,quan Danyon Loader guanyà les curses dels 200 i 400 metres lliures. El 1990 entrà a formar del New Zealand Sports Hall of Fame i el 2005 del Sport Australia Hall of Fame, sent l'únic no australià que en forma part.